# 8 Pułk Strzelców (Imperium Rosyjskie)
8 pułk strzelców (ros. 8-й стрелковый полк) – oddział piechoty Armii Imperium Rosyjskiego.

## Charakterystyka
Rodowód pułku wywodzi się z szkolnego batalionu grenadierów (ros. Учебный гренадерский батальон), który został sformowany 20 lipca 1808. Święto pułkowe było obchodzone 6 grudnia. Do sierpnia 1914 jednostka stacjonowała w garnizonie Piotrków. Pułk wchodził w skład 2 Brygady Strzelców w Radomiu, która była podporządkowana dowódcy 14 Korpus Armijnego.

 W przededniu I wojny światowej pułk etatowo posiadał dwa bataliony po cztery kompanie oraz kompanię tyłową. Kompania piechoty czasu wojny liczyła około 240 żołnierzy i 4–5 oficerów. Na szczeblu pułku występował także pododdział karabinów maszynowych (8 km), łączności (w tym 14 konnych gońców i 21 telefonistów) i zwiadowczy (64 zwiadowców, w tym 4 kolarzy).
W czasie I wojny światowej pułkiem dowodził pułkownik szt. gen. Wasilij Arsieniewicz Rustanowicz, a starszym lekarzem pułku był Edward Jarociński.